# Trzin község
ŠTrzin község (szlovén nyelven Občina Trzin) Szlovénia 212 alapfokú közigazgatási egységének, azaz községének egyike a Közép-Szlovénia statisztikai régióban. Adminisztratív központja Trzin város, amely a község egyetlen települése. A község a történelmi Felső-Krajna régió része.

## Népesség
| Lakosok száma | 3671 | 3731 | 3841 | 3834 | 3881 | 3862 | 3902 | 3892 | 3923 | 3929 |
|               | 2008 | 2009 | 2011 | 2012 | 2013 | 2015 | 2016 | 2017 | 2019 | 2020 |